# Антонов Олексій Гаврилович
Олексі́й Гаври́лович Анто́нов (1 квітня 1922, с. Вимна, Вітебський район — 31 травня 1990) — Герой Соціалістичної Праці (1978). Заслужений лікар БРСР (1968).
У 1948 р. закінчив Мінський медичний інститут. З 1948 р. завідувач Височанського лікарського відділення, з 1958 р. головний лікар Височанської дільничної лікарні Ліозненського району. З 1962 р. член КПРС. Звання «Героя Соціалістичної Праці» присвоєно за заслуги в розвитку народної охорони здоров'я. Депутат Верховної Ради БРСР 10-го скликання (1980—1984 рр.). Нагороджений двома орденами Леніна, орденом Вітчизняної війни II ступеня. Жив у с. Височани (Ліозненський район, Вітебської області).